# Guerra dos Nove Anos
A Guerra dos Nove Anos, também chamada de Guerra da Grande Aliança ou Guerra da Liga de Augsburg, foi um conflito entre a França e uma coalizão continental (que incluía principalmente o Sacro Império Romano liderado pela Monarquia dos Habsburgos, a República Holandesa, Inglaterra, Espanha, Sabóia e Portugal), que se desenrolou principalmente na Europa continental no período de 1688 a 1697. Foi uma continuação da guerra dos 30 anos, guerra franco-espanhola e guerra franco-holandesa. É considerado o primeiro conflito de abrangência global por ter envolvido teatros de operações na Irlanda (a Guerra Guilhermina), na Escócia (os levantes jacobitas) e igualmente nos territórios coloniais das potências envolvidas no Sudeste asiático e na América Britânica. O cerne do conflito nas Ilhas Britânicas envolveu os esforços de Guilherme III em conter os partidários do deposto Jaime II, apoiado fortemente pela corte francesa. Paralelamente, na América do Norte colonial, o conflito desenrolou-se entre colonos franceses e ingleses e seus respectivos aliados indígenas pela delimitação de fronteiras entre os territórios locais. Na historiografia americana, o conflito é conhecido como Guerra do Rei Guilherme pelos estadunidenses e Primeira Guerra Intercolonial pelos franco-canadenses.
Ao contrário dos demais conflitos do período, a Guerra dos Nove Anos não teve um evento que serviu como estopim, tendo sido o resultado de uma complexa movimentação de interesses coloniais e expansionistas das potências envolvidas. Entretanto, o conflito foi motivado principalmente pela política diplomática da França, que havia invadido o eleitorado do palatinado o que fez Sacro Império Romano buscar impedir a expansão francesa sobre o vale do rio Reno enquanto a Inglaterra participou para evitar o apoio francês a uma possível restauração de Jaime II no trono inglês, do qual havia sido derrubado meses antes com a Revolução Gloriosa, e os holandeses e espanhóis se aliaram para impedir uma expansão francesa na Benelux.
Durante este período, Luís XIV emergiu da Guerra Franco-Holandesa (1678) como o monarca mais poderoso da Europa, sendo um governante absoluto cujos exércitos haviam conquistado inúmeras vitórias militares. Usando uma combinação de diplomacia agressiva, anexação e arranjos diplomáticos subjetivos, Luís XIV começou a expandir seus ganhos territoriais para estabilizar e fortalecer as fronteiras da França, culminando na breve Guerra das Reuniões (1683-1684). A Trégua de Ratisbona asseguraria os ganhos territoriais franceses no franco condado e em Flandres por vinte anos, mas as ações subsequentes de Luís XIV — notadamente seu Édito de Fontainebleau (a revogação do Édito de Nantes) em 1685 — levou à deterioração de sua preeminência política e levantou preocupações entre os Estados protestantes vizinhos. A decisão de Luís XIV de cruzar o Reno em setembro de 1688 foi projetada para estender sua influência e pressionar o Sacro Império Romano a aceitar suas reivindicações territoriais e dinásticas. No entanto, o Sacro Imperador Romano Leopoldo I e os príncipes alemães resolveram resistir. Os estados gerais da Holanda liderados por Guilherme III trouxeram holandeses e ingleses para o conflito contra a França. A Espanha não teve escolha vista que teve seus territórios na Catalunha e Flandres invadidos pela França sem aviso, e logo se juntaram a outros Estados menores, o que agora significava que o rei francês enfrentava uma coalizão poderosa destinada a restringir suas ambições.
Os principais combates ocorreram em torno das fronteiras da França na Holanda espanhola, na Renânia, no Ducado de Saboia e na Catalunha. A luta geralmente favorecia os exércitos de Luís XIV, mas em 1696 seu país estava às voltas com uma crise econômica. As potências marítimas (Inglaterra e República Holandesa) também estavam financeiramente exauridas, e quando Saboia desertou da Grande Aliança, todas as partes estavam ansiosas para negociar um acordo. Pelos termos do Tratado de Ryswick, Luís XIV reteve toda a Alsácia, mas em troca teve que devolver Lorena ao seu governante e desistir de quaisquer ganhos nas margens direitas do Reno. Luís XIV também reconheceu Guilherme III como o legítimo Rei da Inglaterra, enquanto os holandeses adquiriram um sistema de fortaleza de barreira na Holanda espanhola para ajudar a proteger suas fronteiras. Com a morte de Carlos II de Espanha, doente e sem filhos, se aproximando, um novo conflito sobre a herança do Império Espanhol logo envolveria Luís XIV e a Grande Aliança na Guerra da Sucessão Espanhola.